# Shurooq Amin
Shurooq Amin (en árabe:شروق أمين ) es una pintora y poetisa kuwaití nacida en 1967.

## Biografía
Su madre era siria y su padre kuwaití. Se graduó en literatura inglesa en la Universidad de Kuwait en 1988 con un máster en literatura moderna en la Universidad de Kent en 1989 y un doctorado en escritura creativa en el Warnborough College en 2007 especializándose en arte efrástico y poesía. Actualmente es profesora en la Universidad de Kuwait.
Desde su primera exposición en 1992, Shurooq Amin explora temáticas relacionadas con la religión y la sexualidad.
Exhibió su Society Girls en 2009 y 2010 en Kuwait y Londres. Su exposición de 2012 It's a Man's World fue considerada pornográfica en algunos países, y su exposición de 2013 de Dubái Popcornographic exploraba los tabús de la sociedad de medio oriente.